# Сан-Дженезио-Атезино
Сан-Дженезио-Атезино (итал. San Genesio Atesino) — коммуна в Италии, располагается в регионе Трентино — Альто-Адидже, в провинции Больцано.
Население составляет 2843 человека (2008 г.), плотность населения составляет 40 чел./км². Занимает площадь 68 км². Почтовый индекс — 39050. Телефонный код — 0471.
Покровителем коммуны почитается святой Генезий, празднование 25 августа.

## Демография
Динамика населения:

## Города-побратимы
- Фельдкирхен-Вестерхам, Германия

## Администрация коммуны
- Официальный сайт: http://www.comune.sangenesioatesino.bz.it/